# Stadion im. Kirowa w Petersburgu
Stadion im. Kirowa (ros. Стадион имени С. М. Кирова) – nieistniejący już, wielofunkcyjny stadion w Petersburgu, w Rosji. Został wybudowany w latach 1932–1950. W szczytowym okresie mógł pomieścić do 110 000 widzów, co czyniło go jednym z największych stadionów na świecie. Na obiekcie swoje spotkania rozgrywali piłkarze klubu Zenit Petersburg. W latach 2006–2007 został rozebrany, a następnie w jego miejscu wybudowano nową, typowo piłkarską arenę (Stadion Kriestowskij). Jej otwarcie  miało miejsce 22 kwietnia 2017 roku.

## Historia
Budowę wielofunkcyjnego stadionu na zachodzie Wyspy Kriestowskiej w Petersburgu (do 1991 roku pod nazwą Leningrad), przewidzianego by móc pomieścić 100 000 widzów, rozpoczęto w 1932 roku. Decyzję o lokalizacji nowej areny podjął ówczesny pierwszy sekretarz Komitetu Miejskiego WKP(b), Siergiej Kirow, którego imieniem nazwano później stadion. Prace nad powstaniem stadionu przerwała II wojna światowa, ale po wojnie został on dokończony i zainaugurowany 30 lipca 1950 roku meczem Zenitu z zespołem Dinamo przy obecności 100 000 widzów (1:1). Nie wszystkie założenia projektowe głównego architekta stadionu, Aleksandra Nikolskiego zostały zrealizowane, nie powstała m.in. galeria wieńcząca koronę stadionu i 56-metrowa wieża na szczycie trybuny od strony wschodniej. W 1959 roku, dzięki dostawieniu dodatkowych drewnianych trybun na koronie stadionu mecze Zenitu z moskiewskimi drużynami Spartak i CSKA obejrzała rekordowa liczba 110 000 widzów. W latach 1976–1979 obiekt został zmodernizowany przed igrzyskami olimpijskimi. W wyniku tych prac pojemność stadionu została zredukowana do 72 000 widzów. W 1980 roku postawiono cztery 70-metrowe maszty oświetleniowe. Podczas olimpiady na stadionie im. Kirowa rozegrano sześć spotkań fazy grupowej oraz jeden mecz ćwierćfinałowy turnieju piłkarskiego. W 1992 roku na stadionie odbył się pierwszy kongres międzynarodowy Świadków Jehowy na terenie byłego Związku Radzieckiego. Kolejna modernizacja miała miejsce w 1993 roku przed igrzyskami dobrej woli w 1994 roku; stadion był ich główną areną. Jeszcze w latach 2002–2003 przeprowadzono kolejne prace modernizacyjne na obiekcie w związku z obchodami 300-lecia Petersburga. Na stadionie im. Kirowa trzy mecze towarzyskie rozegrała piłkarska reprezentacja Związku Radzieckiego, 28 maja 1967 roku z Meksykiem (2:0), 16 czerwca 1968 roku z Austrią (3:1) i 19 sierpnia 1984 roku ponownie z Meksykiem (3:0). Na początku lat 90. XX wieku Zenit powrócił do rozgrywania swoich spotkań na Stadionie Pietrowskim, okazjonalnie grając jeszcze na stadionie im. Kirowa. Ostatnie spotkanie piłkarze Zenitu rozegrali tutaj 6 lipca 2006 roku, przy 44-tysięcznej publiczności przeciwko drużynie Dinamo Moskwa (0:0). Oprócz Zenitu z obiektu korzystały także inne klubu piłkarskie. Ostatnim oficjalnym spotkaniem na stadionie był mecz Pietrotriestu ze Spartakiem Szczołkowo 17 sierpnia 2006 roku (0:3). Już w 2005 roku podjęto decyzję o budowie w miejscu starego stadionu nowej piłkarskiej areny. Od 2001 roku obiekt miał status zabytku. Aby umożliwić jego dekonstrukcję, pięć lat później uchylono ten status. W 2006 roku rozpoczęto prace rozbiórkowe, które trwały do 2007 roku. Następnie w miejscu stadionu im. Kirowa rozpoczęto budowę nowego obiektu (Stadion Kriestowskij). Z powodu wielu problemów prace znacząco się przedłużyły i jego otwarcie nastąpiło dopiero 22 kwietnia 2017 roku.